# Founders Day (Film)
Founders Day (dt.: „Gründertag“) ist ein US-amerikanischer Slasher-Film von Regisseur Erik Bloomquist, der von einer Mordserie am Vorabend der Dreihundertjahrfeier einer Kleinstadt handelt. Der Film wurde im August 2023 auf dem Popcorn Frights Film Festival uraufgeführt und kam am 19. Januar 2024 in die US-amerikanischen Kinos. Die Hauptrollen des Ensemblefilms übernahmen Naomi Grace, Devin Druid, William Russ, Amy Hargreaves, Catherine Curtin, Emilia McCarthy und Olivia Nikkanen.

## Handlung
Inmitten einer hitzigen Bürgermeisterwahl am Vorabend der Dreihundertjahrfeier einer Stadt in Neuengland kommt es zu einer Mordserie.

## Produktion
Der politische Slasher-Film Founders Day entstand unter der Regie von Erik Bloomquist, der zusammen mit seinem Bruder Carson auch das Drehbuch schrieb und gemeinsam mit Adam Weppler von Mainframe Pictures auch als Produzent tätig war. Zur Besetzung des Ensemblefilms zählten Devin Druid, Emilia McCarthy, Amy Hargreaves, Catherine Curtin, William Russ, Naomi Grace, Olivia Nikkanen, Jayce Bartok, Andrew Stewart-Jones, Tyler James White, Kate Edmonds, Dylan Slade, Arun Storrs und Regisseur Bloomquist sowie Produzent Weppler selbst.
Die Filmaufnahmen mit Kameramann Mike Magilnick erfolgten von September bis Mitte Oktober 2022 in New Milford, Connecticut. Zu den Drehorten zählte unter anderem der Stadtpark, das Bank Street Theater und die Stadthalle.
Die Weltpremiere erfolgte am 18. August auf dem Popcorn Frights Film Festival in Miami, ehe Founders Day zehn Tage später auch auf dem FrightFest in London und im Oktober 2023 auf dem Toronto After Dark Film Festival aufgeführt wurde. Im Folgemonat sicherte sich Dark Sky die US-amerikanischen Vertriebsrechte, wodurch der Film am 19. Januar 2024 in den US-Kinos veröffentlicht wurde.

## Rezeption
In den Vereinigten Staaten erhielt Founders Day von der MPA aufgrund stark blutiger Gewalt, der Sprache und einigen sexuellen Anspielungen ein R-Rating.
Founders Day konnte 46 % der 37 bei Rotten Tomatoes gelisteten Kritiker überzeugen und erhielt dabei eine durchschnittliche Bewertung von 5,3 von 10 Punkten. Als zusammenfassendes Fazit zieht die Seite, der Film füge seiner in den 1980er Jahren angesiedelten Slasher-Geschichte zwar einige clevere Details hinzu, doch durch einen schrägen Ton und die übermäßige Abhängigkeit von Horror-Klischees könne Founders Day keinen bleibenden Eindruck hinterlassen. Bei Metacritic erhielt der Film basierend auf acht Kritiken einen Metascore von 39 von 100 möglichen Punkten.
Zu einem positiven Urteil gelangt Matthew Jackson vom A.V. Club, für den Founders Day ein unterhaltsamer, verruchter kleiner Film sei, der cleveren Nervenkitzel und gruseligen Spaß für Slasher-Fans zu bieten hätte. Durch zahlreiche Hommagen an vorherige Genrevertreter werde deutlich, dass die Filmemacher Erik und Carson Bloomquist den Slasher-Film nicht nur lieben, sondern geradezu in ihm schwelgen würden, wodurch ein durchgehendes Gefühl von Spaß entstehe. Zwar setzte Founders Day mit witzigen Dialogen, Jump-Scares und überzeichneten Figuren auf die üblichen Zutaten, doch Herz und Handwerk könnten dies sowie das fehlende Budget ausgleichen. Im Zentrum der Geschichte stehe dabei ein politisches Satireelement, mit dem die Bloomquists einige kluge Seitenhiebe gegen die amerikanische Politik landen könnten. Die Horror- und Politikanteile würden zwischenzeitlich zwar nicht immer ganz nahtlos verschmelzen, wodurch Founders Day zum Teil merklich holprig wirke, doch zum Ende hin werde alles zufriedenstellend abgeschlossen.
Kritischer steht Simon Abrams von RogerEbert dem Film gegenüber. Founders Day werde für ihn der Bezeichnung „mutiger politischer Slasher“ nicht ganz gerecht, da zwar eine abgedroschene politische Moralität gezeigt werde, die Satire aber insgesamt zu zahnlos sei. Stattdessen konzentriere sich der Film die größte Zeit auf hormongesteuerte Teenager-Protagonisten, deren melodramatische Wendungen zwar auf das Potenzial des Stoffes hindeuten würden, für ein Horrordrama aber zu schüchtern seien. So entstehe ein Werk ohne herausstechende Figuren oder ausgefeilte Dialoge, während es den an Scream angelegten Tötungssequenzen an Grausamkeit und dem nötigen Sadismus fehle. Durch das angespannte, enttäuschende Finale werde schließlich deutlich, dass Founders Day eine verpasste Gelegenheit für einen wirklich düsteren oder provokanten Film sei, wobei zu viel Zeit damit verschwendet werde, falsche Erwartungen zu wecken.
Enttäuscht zeigt sich auch Dennis Harvey von Variety, für den Founders Day zwar oberflächlich mit einem angemessenen Erzähltempo und visuell überzeugenden Einstellungen glänzen könne, doch letztlich an der unpassenden Mischung aus Slasher und unsubtiler Komödie scheitere. Obwohl der Film politische Verhältnisse besser als andere Genrevertreter darstelle, erweise sich Founders Day inhaltlich als zahnlos, da die Filmemacher offensichtlich Angst davor gehabt hätten, politisch Stellung zu beziehen. Die beabsichtigte Satire werde dadurch geschwächt und auch die Horroraspekte seien für Slasher-Verhältnisse nur durchschnittlich. Das Konzept sei so insgesamt nicht genug ausgearbeitet; Enthüllungen wären zu formelhaft und der Film dadurch vorhersehbar. So fehle es Founders Day an Spannung, Schlagkraft und überzeugenden Schauspielleistungen, auch wenn der Film bis zum vermasselten Ende trotzdem irgendwie funktioniere.